# Limnophila nycteris
Limnophila nycteris là một loài ruồi trong họ Limoniidae. Chúng phân bố ở miền Tân bắc.